# Резинотехника (Борисов)
ОАО «Резинотехника» (Борисовский завод «Резинотехника»; бел. ААТ «Гуматэхніка») — белорусская компания по производству резиновых изделий, расположенная в городе Борисов Минской области.

## История
Предшественником завода считается артель «Звезда», производившая резиновую обувь. Она была основана, по разным данным, в 1949 или 1947 году. В 1956 году артель была преобразована в Борисовский завод резинотехнических изделий. В том же году началось производство резинотехнических изделий для электротехнической промышленности и холодильников, а также резиновых мячей. В 1966 году началась реконструкция завода. Началось производство уплотнительных колец, колец к крышкам консервных банок, шлангов к доильным аппаратам и другой продукции. В 1971 году предприятие вошло в состав Белорусского производственного объединения резиновых технических изделий, в 1976 году преобразованного в ПО «Беларусьрезинотехника» с головным предприятием в Бобруйске. В 1991 году завод преобразован в арендное предприятие «Борисовский завод резиновых изделий», в 1993 году — в народное предприятие «Резинотехника», в 1996 году — в открытое акционерное общество «Резинотехника».

## Современное состояние
Предприятие выпускает различные резиновые смеси, комплектующие для грузовых автомобилей, автобусов, троллейбусов, тракторов, железнодорожного транспорта, строительства, сельского хозяйства, товары народного потребления.